# Гюнтер XXX (Шварцбург)
Гюнтер XXX фон Шварцбург (на немски: Günther XXX von Schwarzburg, * 1352, † 17 юли 1416 в Арнщат) от Дом Шварцбург е от 1403 до 1406 г. управител (Verweser) на Марка Бранденбург заедно с по-големия му брат Хайнрих XX († сл. 29 септември 1413), с когото притежава до 1411 г. и териториите Зондерсхаузен, Франкенхаузен (1377), Арнщат и Бланкенбург (1391). Той е също ландграфски съветник (1410) и кралски съветник (1415).
Той е син на Гюнтер XXV фон Шварцбург-Бланкенбург († 1368) и съпругата му наследничката графиня Елизабет фон Хонщайн-Зондерсхаузен († ок. 1381), дъщеря на граф Хайнрих V фон Хонщайн-Зондерсхаузен († 1356) и принцеса Матилда фон Брауншвайг-Люнебург-Гьотинген († 1357)..
На 16 юни 1405 г. като ръководител на марка Бранденбург той се съюзява с херцозите Рудолф и Албрехт фон Саксония-Витенберг и с Гюнтер фон Магдебург за борбата против крадците в техните територии.
Погребан е в църквата Либфрауен, Арнщат.

## Фамилия
Гюнтер XXX фон Шварцбург се жени 1378 г. за Анна фон Лойхтенберг (* 1354; † 24 януари 1423), дъщеря на ландграф Йохан I фон Лойхтенберг (1334 – 1407) и Мацела (Метце) фон Розенберг († 1380). Той има с нея децата:
- Хайнрих XXIII († сл. 10 октомври 1410), граф на Шварцбург-Бланкенбург, женен за Елизабет фон Орламюнде († 15 юни 1449)
- Гюнтер XXXIII (* 1382; † 23 април 1445), архиепископ на Магдебург (1403 – 1445)
- Хайнрих XXIV (* 1388; † 7 октомври 1444), граф на Шварцбург-Зондерсхаузен, женен 1413 г. за принцеса Катерина фон Брауншвайг (* ок. 1388; † 3 май 1436/26 ноември 1439)
- Гюнтер XXXV (1388 – 1444), свещеник, дякон във Вюрцбург
- Анна († 16 януари 1431), омъжена 1407 г. за Фридрих IV (1384 – 1440), маркграф на Майсен и ландграф на Тюрингия